# 清河純一
清河 純一（きよかわ じゅんいち、1878年（明治11年）1月7日 - 1935年（昭和10年）3月1日）は、日本の海軍軍人。海兵26期、海大甲種5期首席。最終階級は海軍中将。

## 経歴
清河公廉の長男として大阪・堺に生まれる。本籍鹿児島県。北野中学校7期生。1898年12月、海軍兵学校（26期）を卒業し、1900年1月、海軍少尉任官。日露戦争では「浅間」分隊長として出征する。黄海海戦後、第1艦隊参謀に抜擢され日本海海戦を経て連合艦隊参謀となる。1907年12月、海軍大学校（甲種5期）を首席で卒業した。
伏見宮博恭王付武官、「音羽」副長、横須賀予備艦隊参謀、軍令部参謀、兼東伏見宮依仁親王付武官、海大教官、第2艦隊参謀、軍令部参謀（第1班第1課長）、兼参謀本部員、欧米出張、国際連盟海軍代表随員、ワシントン軍縮会議随員などを歴任し、1922年12月、海軍少将に進級。
さらに、国際連盟海軍代表、海大教官などを経て、1926年12月、海軍中将となり、第5戦隊司令官、鎮海要港部司令官、舞鶴要港部司令官などを歴任し、1931年3月、予備役に編入された。墓所は多磨霊園。
長女は岩崎久弥（三菱財閥の3代目総帥）の三男・恒弥（元東京海上火災保険常務）に嫁いだ。

## 栄典
位階
- 1900年（明治33年）2月20日 - 正八位[3]
- 1901年（明治34年）12月17日 - 従七位[4]
- 1903年（明治36年）12月19日 - 正七位[5]
- 1908年（明治41年）12月11日 - 従六位[6]
- 1914年（大正3年）1月30日 - 正六位[7]
- 1918年（大正7年）1月30日 - 従五位[8]
- 1922年（大正11年）12月28日 - 正五位[9]
- 1926年（昭和元年）12月28日 - 従四位[10]
- 1931年（昭和6年）4月15日 - 正四位[11]

勲章
- 1906年（明治39年）4月1日 - 功五級金鵄勲章・勲五等双光旭日章・明治三十七八年従軍記章[12]
- 1920年（大正9年）11月1日 - 戦捷記章[13]